# Abong-Mbang
Pour les articles homonymes, voir Mbang (homonymie).
Ne doit pas être confondu avec Abong-Mbang II.
Abong-Mbang est une commune du Cameroun située dans le département du Haut-Nyong dont elle est le chef-lieu (région de l'Est). 

## Géographie
Abong-Mbang est située sur un terrain à peu près plat au pied de petites collines. La ville est située sur la rivière Nyong, et de nombreux rus coulent aux alentours. La végétation des alentours d'Abong-Mbang est la forêt équatoriale.
La ville d’Abong Mbang est située à 114 km de Bertoua le chef-lieu de la province de l’Est et à 236 km de Yaoundé, la capitale du pays. La commune d’Abong-Mbang s’étend sur une superficie de 1 696 km2 et compte une population estimée à environ 30 381 habitants dont plus de la moitié vit dans la ville d’Abong-Mbang.
Abong-Mbang est limitée au nord par les communes de Doumé et d’Angossas, au sud par la commune de Messamena, à l’est par la commune de Mindourou et à l’ouest par la commune d’Atok. Elle couvre une superficie de 11 250 km2.

## Histoire
D'après les Maka et les pygmées Baka, cette région d'Abong-Mbang fut peuplée par les Maka-Njem venus du nord-ouest le long du fleuve Congo. Ils rencontrèrent les Baka (peuple de chasseurs-cueilleurs) et sollicitèrent leur aide pour s'installer. Ils appelèrent le lieu Bung-Ngwang (lieu de baignade dans le Nyong). Quand arrivèrent les Européens au XIXe siècle, ce nom fut retranscrit en Abong-Mbang, l'orthographe actuelle.
L'Allemagne est la première puissance coloniale à occuper la région (colonie du Kamerun, 1884-1916). La plupart des infrastructures de la ville datent de cette époque. Les Français prennent le relais en 1919 et commencent la culture du café avec l'aide des populations locales. 
La région du Haut-Nyong est de 1939 à 1943 une région dirigée par un médecin-résident, Jean Joseph David, comme une sorte d'utopie coloniale.
Après l'indépendance du Cameroun français, Abong-Mbang devient un centre important de commerce de la province de l'Est. Grâce à sa situation au croisement de deux routes majeures (RN 10 Yaoundé — Bertoua et P 6 Abong-Mbang — Lomié), Abong-Mbang est un lieu de passage pour les grumes et la viande de brousse.

## Population

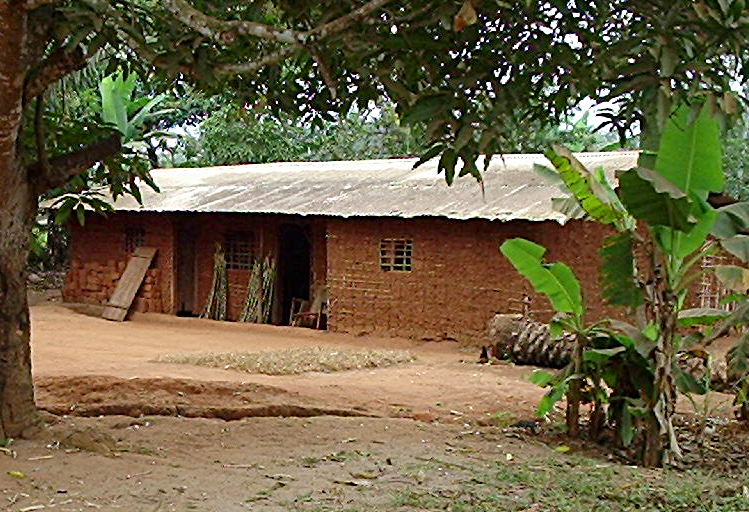
Case maka traditionnelle

Lors du recensement de 2005, la commune comptait 29 005 habitants, dont 15 663 pour Abong-Mbang Ville.
Les Maka, une population bantoue, forment le principal groupe ethnique d'Abong-Mbang. Ils parlent la langue maka. Du fait de la position de la ville sur une grande route, d'importantes communautés Fulani, Beti et Bamiléké s'y sont aussi installées. La ville est également le lieu de passage d'un petit nombre de missionnaires, d'ONG et de coopérants.
Cette population est essentiellement agricole. Dans sa configuration urbanistique, la ville d’Abong-Mbang, qui est subdivisée en onze quartiers, présente une partie urbaine et une large zone rurale. Tandis que la partie rurale de la commune est constituée de trente villages ayant chacun à sa tête un chef traditionnel de troisième degré.

## Structure administrative de la commune
Abong-Mbang est divisée en sept circonscriptions dont la principale est le Haut-Nyong centre, avec pour capitale la ville d’Abong-Mbang. Ce Haut-Nyong regroupe d’importantes communautés dans le canton Bebend.
Outre la ville d'Abong-Mbang et ses quartiers, la commune comprend les villages suivants :
- Abong-Mbang II
- Abongdoum
- Adouma
- Ankouabouomb
- Ankouamb
- Ankoung
- Anzie
- Ayene
- Bagofit
- Bamakou
- Bindanang
- Djenassoume
- Djondjock
- Kwoamb (village baka)
- Madouma
- Mazabe
- Mbenya
- Miant II
- Missoumé (village baka)
- Mpemzok I
- Mpemzok II
- Ndjibe
- Ndjibot (village baka)
- Nkol-Volan (village de service)
- Nkoual
- Nkouole
- Ntankuimb
- Ntimbe I
- Ntimbe II
- Ntoung
- Oboul I
- Oboul II
- Sokamalam
- Zoguembou

## Politique
C'est André-Marie Mbida, Premier ministre du Cameroun français (12 mai 1957 — 16 février 1958) qui donne à la ville d'Abong-Mbang sa première voie politique car, à la veille de son limogeage par le Haut-Commissaire Ramadier, le 16 février 1958, il y avait créé le Parti des démocrates camerounais le 12 janvier 1958.
Abong-Mbang a connu d'illustres hommes politiques. La ville a été pendant longtemps acquise à l'UNC jusqu'à ce que, avec la création du RDPC en 1985 à Bamenda, tout bascule pour le parti au pouvoir.
C'est d'ailleurs à la suite de ce vent du Renouveau, dans les années 1980, que le Président Paul Biya y effectua son unique visite.
La vie politique se manifeste aussi lors de la Fête de l'unité, le 20 mai de chaque année, ou lors des grands événements socio-politiques. Aujourd'hui, plusieurs organisations de la société civile, des organismes internationaux ainsi que les partis politiques (le RDPC, l'UNDP, l'UPC et le PDC) se partagent la vie politique même si la majorité des suffrages revient au RDPC. 

### Historique des responsables municipaux
| Période     | Maire                      | 1er Adjoint au Maire  | 2e Adjoint au Maire |
| ----------- | -------------------------- | --------------------- | ------------------- |
| 1955 - ...  | Sous Préfet Maire          |                       |                     |
| 1967 - ...  | Malouma (Député Maire)     |                       |                     |
| 1970 - 1984 | André Ateba Mvondo         | Ngoasse Zima          |                     |
| 1985 - 1990 | Zemba Mewoande Pierre      | Abate Ndondo          | Mezi Efoudou        |
| 1992 -1994  | Ngbamine Ngbamene Zacharie | Abate Ndondo          | Zok Ntah            |
| 1996 - 1997 | Biatel Ebole Jules Alain   | Zok Doul Pial Germain | Menkoe Valère       |
| 2002 - 2013 | Moamosse Sankadela Gustave | Nkoawe Jean Gérard    | Ndjobouda Elie      |

## Société
Abong-Mbang connaît une certaine activité associative constituée de différentes structures :
Les associations de développement
Nous avons identifié 
Les associations socioculturelles
Les 34 organisations de ce type ont été répertoriées. Elles regroupent les tontines, les associations des ressortissants, les groupes culturels, les comités de développement, les associations de jeunes et de femmes. Toutes ces associations se sont constituées en un réseau appelé Réseau des Associations Féminines d’Abong-Mbang, « RAFABOM ». En outre, il faut citer l’Association des Chefs Traditionnels Bebend (ACTRAB).
Les Comités de santé
Les structures de cette catégorie, qui existaient dans le District de santé d’Abong-Mbang, ont été toutes dissoutes à la suite d'une décision de la tutelle. Le processus de leur restructuration et de relance est en cours.
Les GIC, les Unions des GIC et les Coopératives
Sur l’ensemble du territoire de la commune d’Abong-Mbang, il existe 25 GIC (Groupement d'intérêts communs) actifs dans le domaine agropastoral, l’apiculture et 1 dans le domaine de la santé. Parmi eux, 6 GIC se sont regroupés pour former une Union des GIC.
Les ONG
13 associations locales sont actives à Abong-Mbang opérant dans les domaines variés du développement ainsi que 34 associations de base. Ces structures, soit à travers une représentation locale, soit en intervenant de manière ponctuelle :
- Plan Cameroun : Droits et dignité des Bakas, éducation de base ;
- ASSEJA (ONG agréée) : Identification et appui aux orphelins du VIH/SIDA,
- insertion socioéconomique des jeunes ;
- Arc-En-Ciel (ONG agréée) : Développement local, santé, assainissement urbain, formation ;
- Aide aux Lépreux (ALES).

Les syndicatsDeux organisations syndicales sont présentes à Abong-Mbang :
- la Confédération syndicale des travailleurs du Cameroun (CSTC) ;
- l'Union des syndicats libres du Cameroun (USLC).

Les organismes internationaux
Le World Wild Fund (WWF) est la seule organisation internationale qui appuie l’Association Terre et Vie installée à Abong-Mbang pour la mise en œuvre d’un projet d’éducation environnementale dans les écoles de la commune de Mindourou.

## Économie

### Agriculture

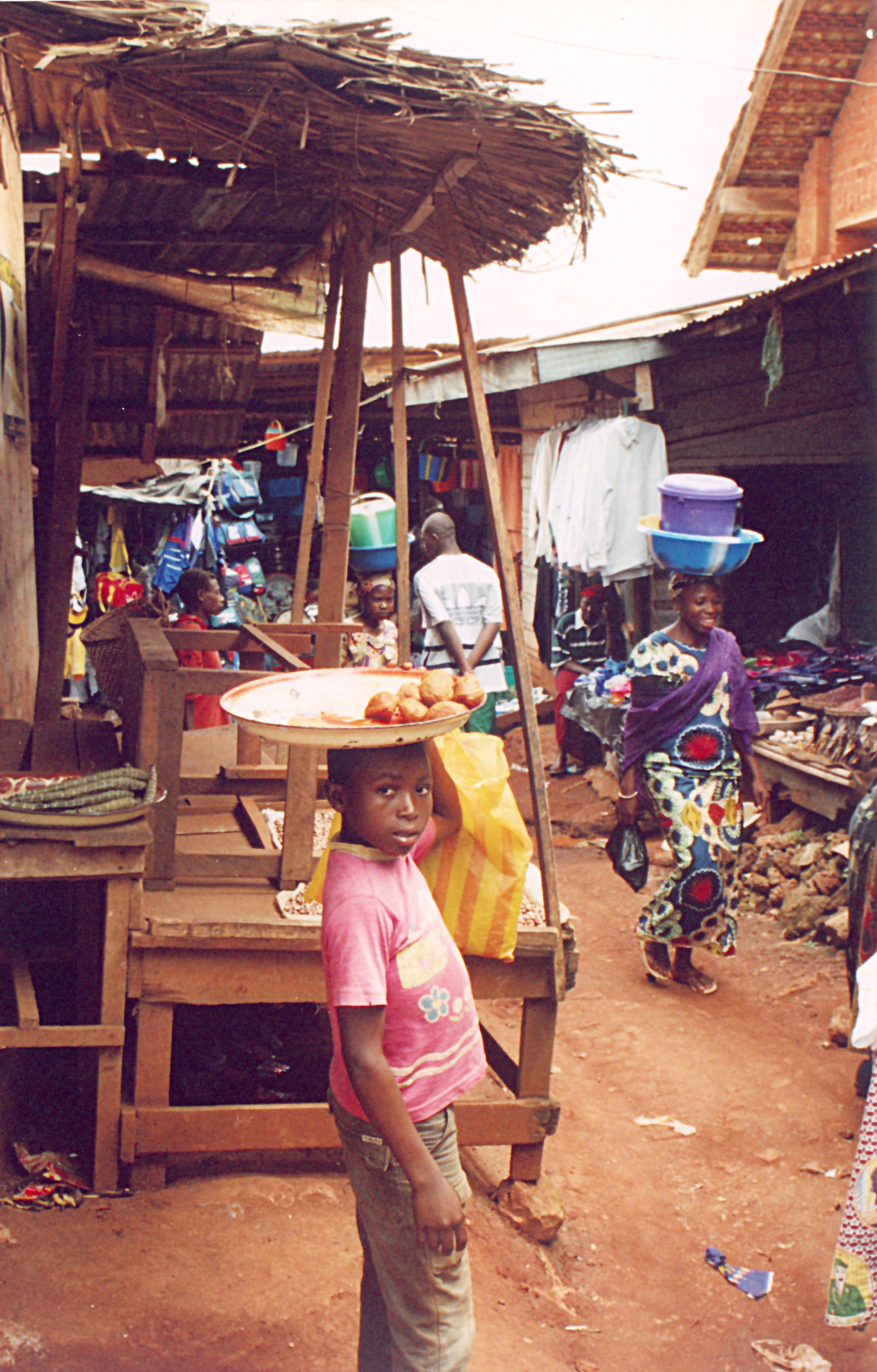
Au marché

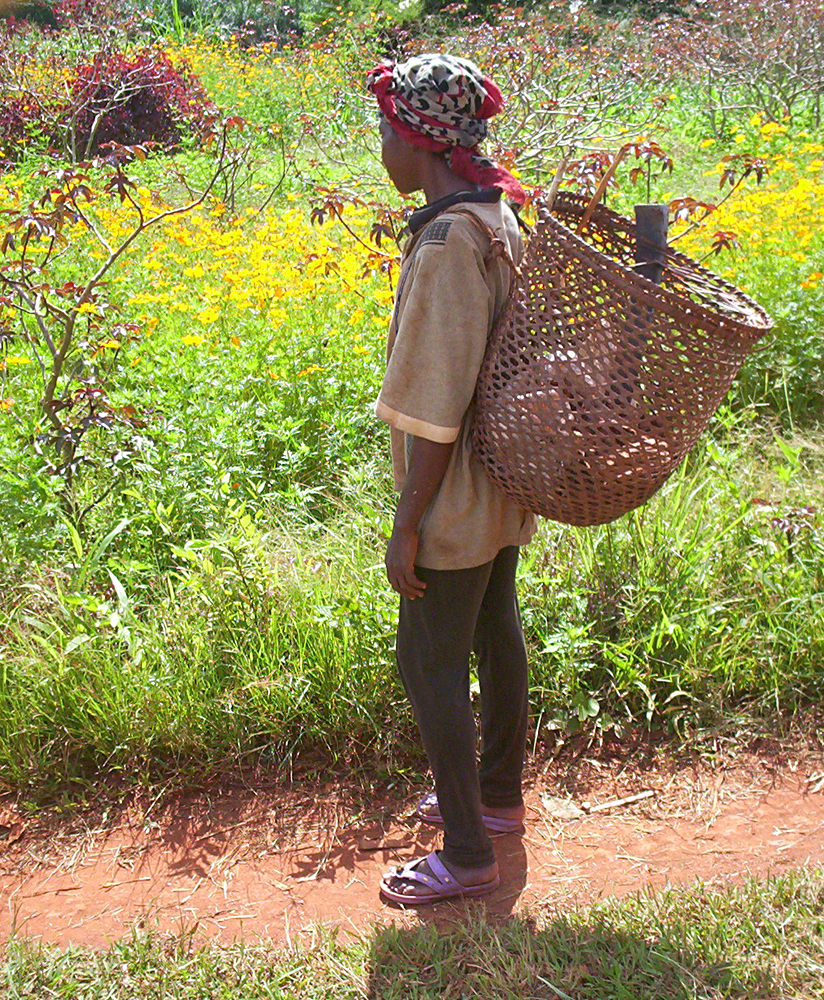
Départ au champ

Les principales ressources économiques sont agricoles, d'une agriculture encore archaïque, qui essaie de se moderniser. Le cacao, le café, la banane plantain, l’arachide, le tabac, l’huile de palme constituent les principales ressources agricoles.
Cependant, la filière agricole est en décrépitude. 

Les premiers indices de la faillite de ces filières dans la province de l’Est ont d’ailleurs été présentés par le délégué provincial de l’agriculture et du développement rural. 

« Le verger cacao est entré en hibernation. Une situation caractérisée par une chute radicale de la production depuis les années 1980, période pendant laquelle l’État a cessé ses subventions. Aujourd’hui, le verger cacao est envahi par les capsides, ce qui est à l’origine de très bas rendements situés entre 250 à 300 kg/ha. Cependant, malgré la fluctuation des prix, les superficies n’ont pas beaucoup varié et se situent autour de 40 000 ha contre 39 600 ha en 1994 ce qui veut dire qu’il y a très peu de création de nouvelles plantations. En ce qui concerne le café, la situation dans la province de l’Est est tout simplement dramatique. La chute du prix d’achat au producteur a été la principale cause du déclin de cette filière, mais aussi dans une moindre mesure, le vieillissement des plantations et des producteurs. En 1985, la superficie de ce verger était de 31 545 ha pour une production de 15 769 tonnes de café robusta. Dix ans après, en 1994, les dernières estimations donnent une superficie de 26 400 ha. En 2006, ce qui reste du verger café est estimé à 7 820 ha, soit une réduction du verger de plus de 18 000 ha en 12 ans. »

En ce qui concerne la filière tabac, la situation n’est guère reluisante. Selon le délégué provincial de l’agriculture de l’Est, 

« La faillite de la société camerounaise de tabac en 1992 a engendré la fin de la production même si aujourd’hui on peut constater la présence de quelques opérateurs privés dans la filière, il faut surtout constater un manque de collaboration qui constitue un blocage à la relance véritable[…] de cette filière à l’Est. »

## Transports

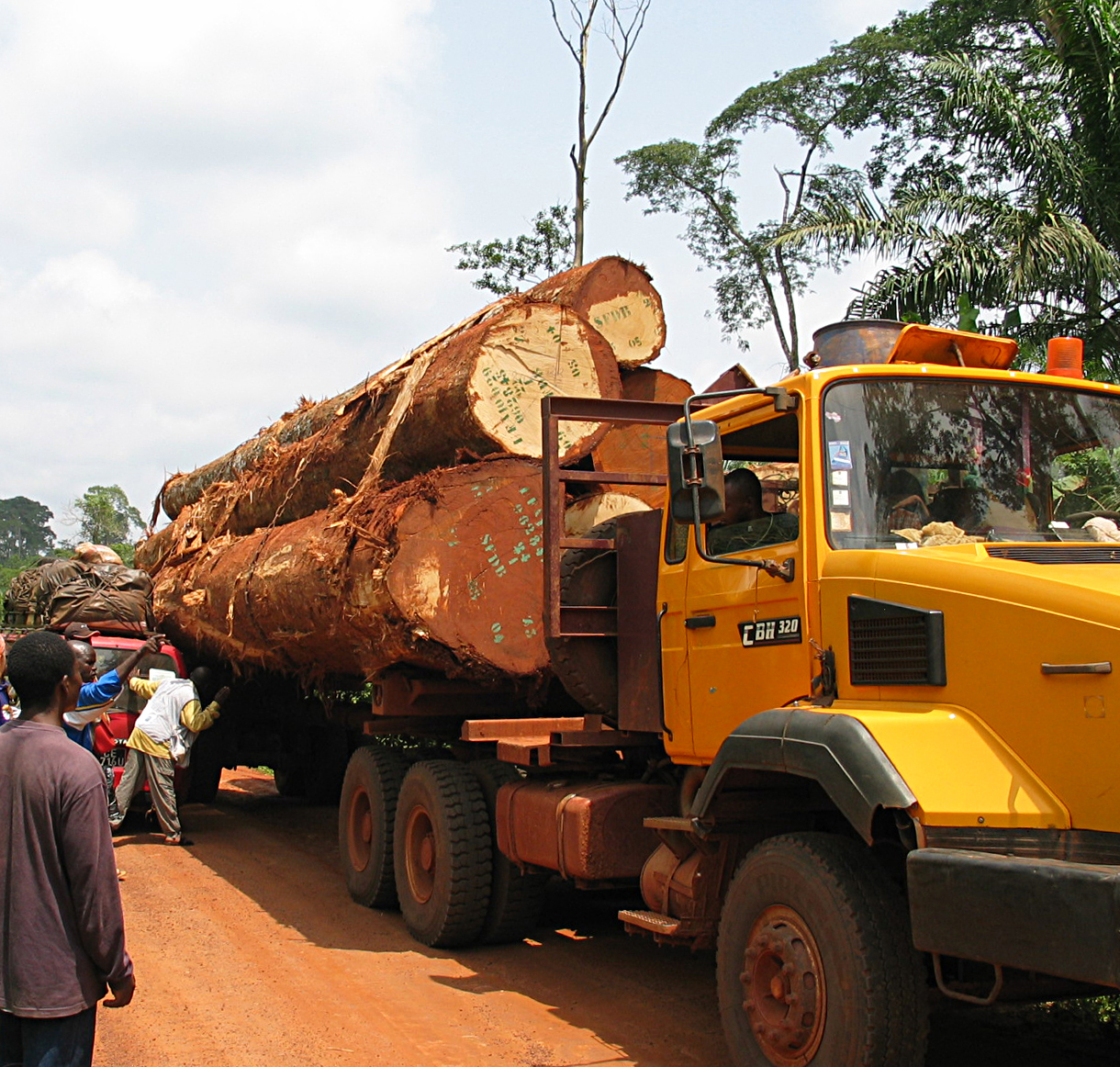
La route actuelle entre Abong-Mbang et Lomié

La Commune d’Abong-Mbang est traversée par la route nationale 10 qui relie la ville d’Abong-Mbang à Yaoundé (3 à 4 heures de trajet) et Bertoua (environ 2 heures de trajet). 
Cette même route conduit vers deux pays limitrophes du Cameroun à savoir le Tchad et la République Centrafricaine. Grand carrefour entre les provinces de l’Est et du Centre.

### Route Ayos - Bonis
Le lancement officiel des travaux de construction du lot no 1 de la route reliant Ayos à Bonis a été effectué le 29 juillet 2005 à Atok. Ce premier lot de 88 km sera réalisé en béton bitumeux avec une chaussée large de 7 m et des accotements de 3 m. Les travaux d’un montant de 19 068 milliards de francs CFA sont financés respectivement par le Fonds koweïtien de développement (8 401 milliards), la banque arabe pour le développement de l’Afrique (98 milliards). L’État camerounais contribuera pour 900 millions.
Quant au 2e lot Abong—Bonis, long de 103 km, il coûtera 25 milliards de francs CFA provenant principalement de la Banque islamique de développement (6,3 milliards), du Fonds OPEP (6,3 milliards), du Fonds saoudien de développement (7 milliards) et de l’État camerounais (2,13 milliards).
Ces travaux sont effectués par le groupe koweïtien Pantechniki basé dans le grand district d’Atok.

## Fracture numérique
Le Centre Chantal Biya a ouvert ses portes en partenariat avec IAI. Cameroun dans le domaine des TIC. Il est constitué d’un bloc administratif doté de trois bureaux, de deux salles machines de 15 ordinateurs chacune, d’une salle Internet de 10 ordinateurs et d’une salle VIP de 5 ordinateurs. La première promotion est baptisée Jean Baptiste Mabaya (tout premier certifié de la province de l’Est et premier ministre des Forces armées camerounaises) qui fut aussi l'un des pères fondateurs du PDC (Parti des Démocrates Camerounais) à Abong-Mbang le 12 février 1958 en compagnie de André-Marie Mbida.

## Religions
La plupart des habitants sont chrétiens, catholiques ou protestants. Il y a aussi quelques musulmans.
Parmi les chrétiens, on peut distinguer :
- l’église catholique romaine : outre la cathédrale Saints Pierre et Paul d'Abong-Mbang, on trouve aussi un monastère ainsi que la paroisse Notre Dame de Fatima ;
- l’Église presbytérienne camerounaise ;
- l’Eglise Adventiste du 7e jour ;
- l’église Evangélique du Cameroun ;
- l’Eglise Presbytérienne Orthodoxe ;
- les Témoins de Jéhovah.

- les Églises d’éveil :
  - la Communauté Missionnaire Internationale;
  - La Vraie Église de Dieu,
  - Assemblée de Réveil,
  - les Pentecôtistes[2].

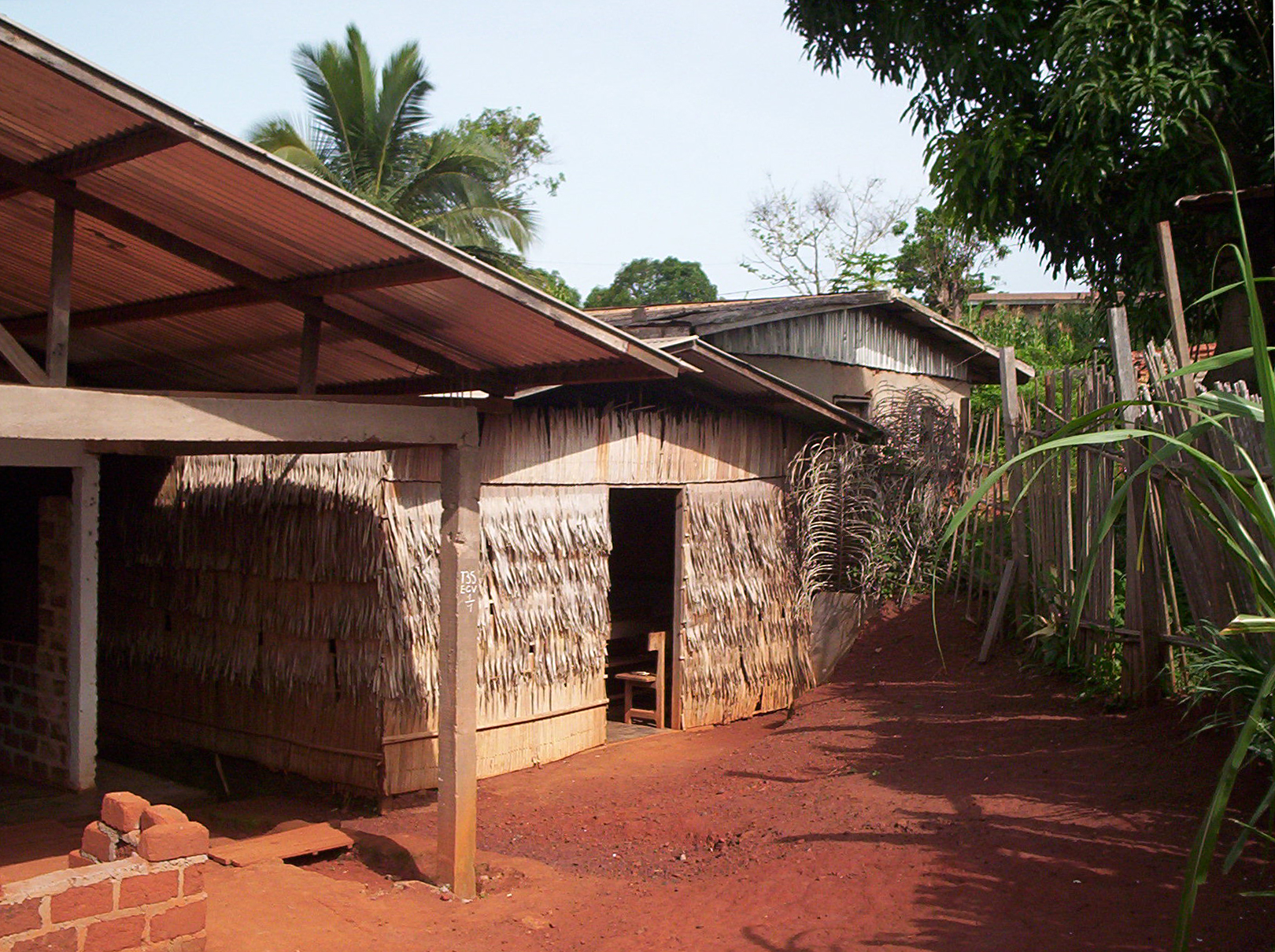
Église protestante
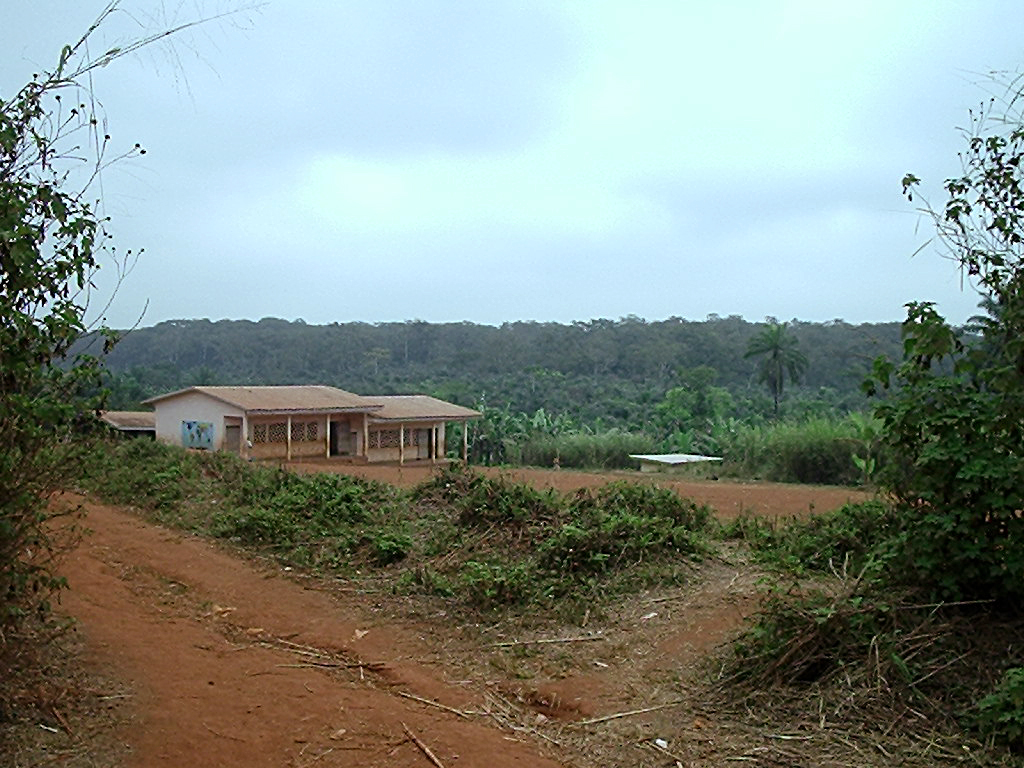
École primaire

## Personnalités nées à Abong-Mbang
- Michel Ange Angouing, ministre
- Priscille Gislaine Moadougou, journaliste